# 팡응아

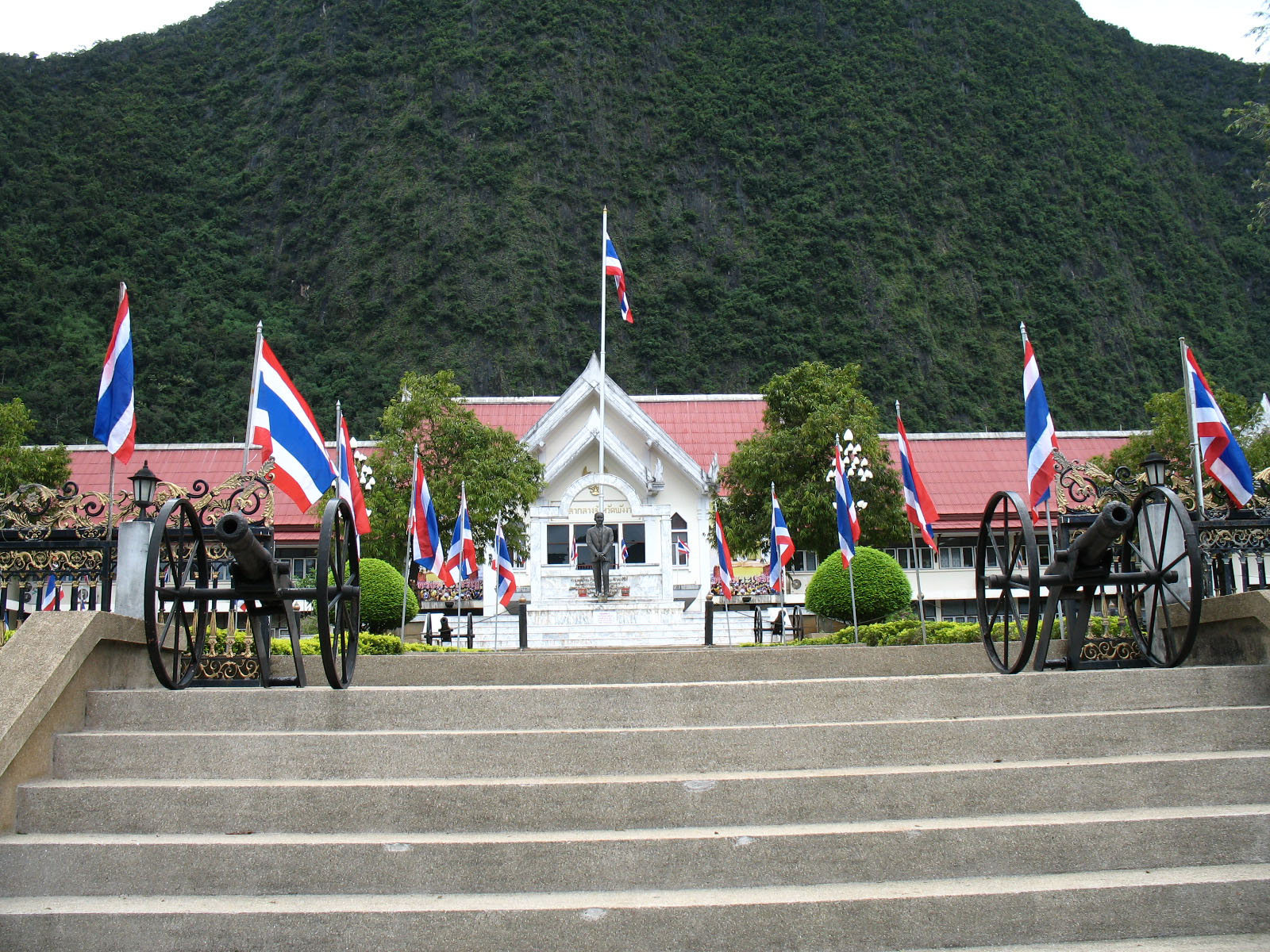
팡응아 시청

팡응아(태국어: พังงา)는 태국 남부의 읍(테사반 므앙)이자 팡응아 주의 주도이다. 읍 전체가 므앙팡응아 군에 포함된다. 인구는 2005년 기준으로 9,559명이고 면적은 6.75km2이다.